# Bière britannique
La bière britannique a une tradition fort ancienne et présente un vaste échantillon de types authentiques issus de la fermentation haute. C'est à partir du XVIIIe siècle qu'elle devait connaître ses heures de gloire avec des bières amères, tièdes et sombres exportées dans le monde entier : la porter, le stout et la pale ale. Malgré son insularité, le Royaume-Uni céda à l'influence des bières lager continentales au XXe siècle. Toutefois, le pays conserva longtemps la particularité d'avoir une consommation d'ale supérieure à celle de lager, notamment en pub plutôt qu'à la maison, ainsi qu'à partir de fût plutôt que de bouteilles. Il y existe encore bien des archaïsmes dans les procédés de fermentation, de garde ou de service, mais c'est la condition de la conservation d'un certain type de bière prisée des consommateurs locaux.  

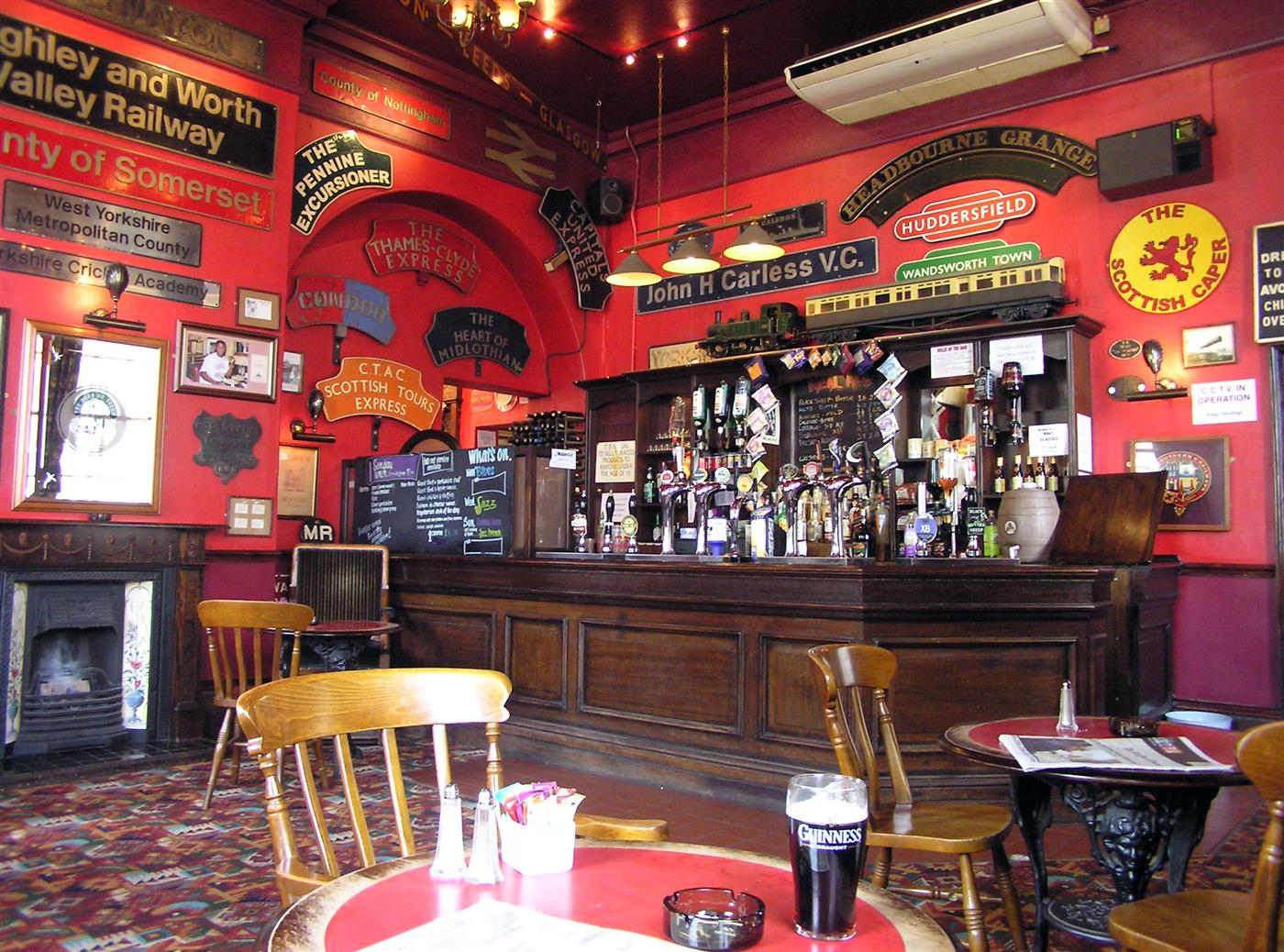
Pub anglais

## Histoire

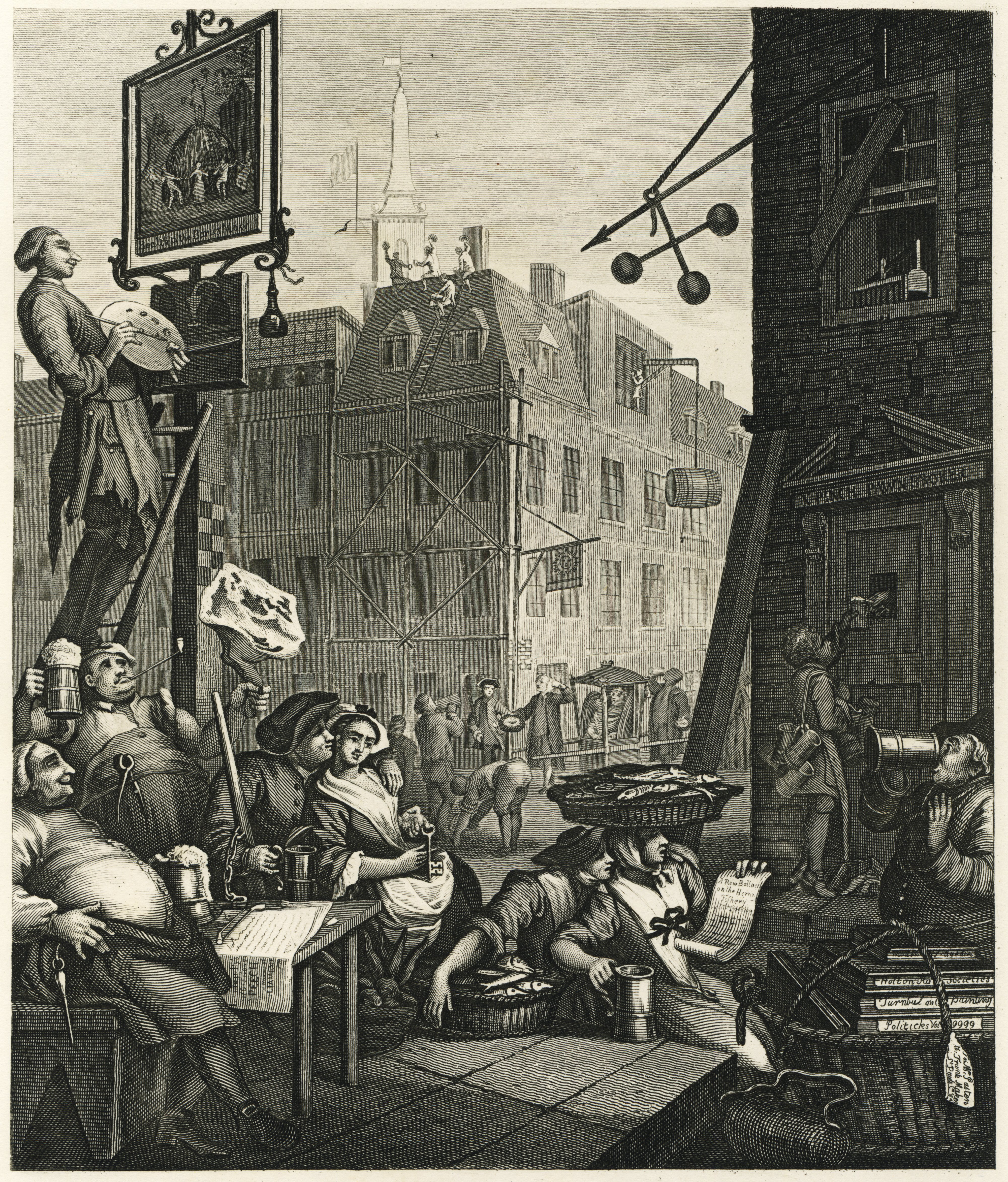
William Hogarth, Beer Street, 1751

Sur des sites remontant au Néolithique (Skara Brae au nord de l'Écosse), l'archéologue Merryn Dineley a retrouvé trace d'une bière à l'orge remontant à plus de 5000 ans (qui a été reconstituée récemment).
Le brassage était connu des Celtes depuis les temps préhistoriques ; toutefois, en ce temps, le houblon n'était pas systématiquement utilisé : le brassin pouvait également être parfumé avec du miel, ou des plantes telle la myrte des marais, l'armoise commune ou la reine-des-prés,. Le Grec Pythéas remarque dès 325 av. J.-C. que les habitants de Calédonie sont doués dans l'art du brassage,. En 70, Pline l'Ancien rapporte que les Celtes de Bretagne brassent une bière du nom de  curmi, aromatisée au piment royal, au romarin et à l'achillée millefeuille.
Au Moyen Âge, la bière était un breuvage déjà fort répandu et consommé par toutes les couches de la population, notamment là où la vigne poussait mal. Ses qualités hygiénique et calorique étaient vantées si bien qu'elle était la boisson par excellence avec une consommation de l'ordre de 300 litres par an et par personne. C'est à partir de 822 qu'un évêque carolingien rapporte l'utilisation de houblon ; en raison des difficultés du dosage, le gruit continua à prévaloir longtemps encore.
La Chronique anglo-saxonne (Anglo-Saxon Chronicle) datant de 852, note la distinction entre fine ale (ale fine) et Welsh ale (ale galloise) ou bragawd. Cette dernière était forte et concoctée à partir d'épices telles que cannelle, gingembre et clou de girofle en plus d'herbes et de miel. Les monastères la produisirent jusqu'en 1536. Elle devait rester un type à part jusqu'en 1854, brassée alors avec malt blond et houblon.

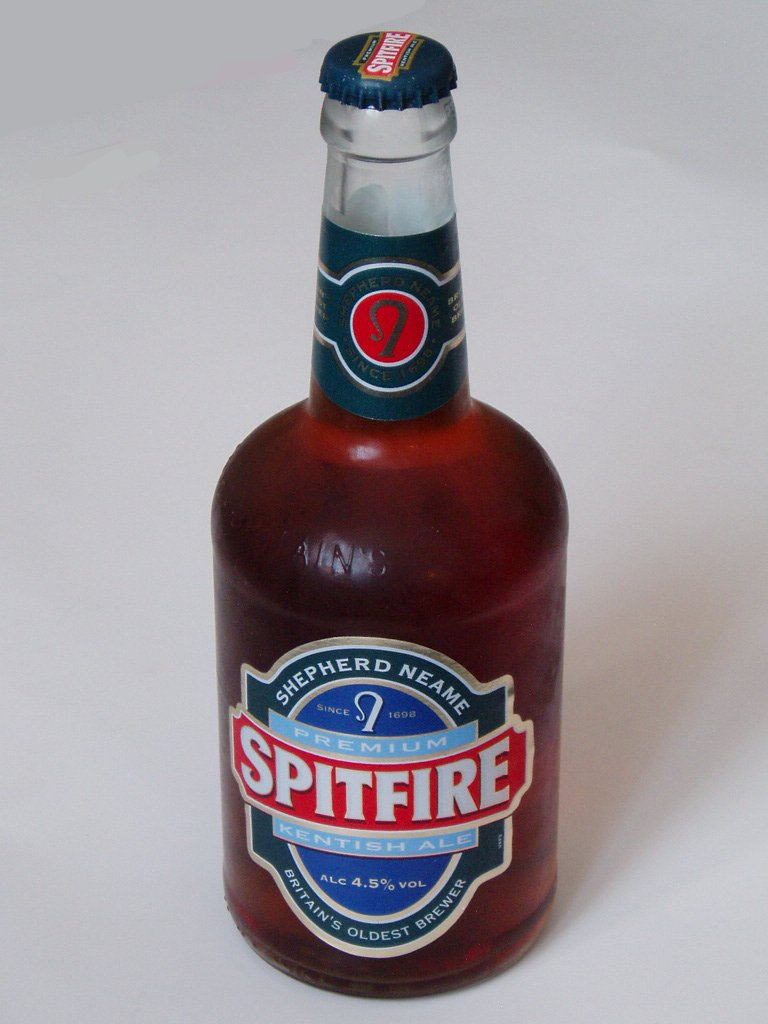
Spitfire, une très vieille marque

Dès le XIVe siècle, on distingue les ales (bières sans houblon) des beers (bières avec houblon). Ce n'est qu'en 1400 que des bières hollandaises parvinrent sur les îles Britanniques et qu'en 1428 que les premières plantations de houblon débutèrent. Les brasseurs n'avaient pas le droit de produire alors les deux types en même temps : ils devaient brasser soit l'un, soit l'autre. Ainsi la Guilde des Brasseurs de Londres (The Brewers Company of London) fondée en 1342 édicte : no hops, herbs, or other like thing be put into any ale or liquore wherof ale shall be made — but only liquor (water), malt, and yeast. (« ni houblon ni herbes ou autres substances similaires ne doivent être ajoutés en aucune ale ou eau, qui ne doit être composée que d'eau, de malt et de levure. »),
En ces temps, c'était essentiellement les femmes (appelées broustaris ou alewives) et les moines qui brassaient. Ce n'est qu'après la Réforme protestante en 1560, que les brasseries commerciales commencèrent à s'organiser et le métier de maître brasseur à se "viriliser". Les brasseurs s'unirent rapidement afin de parfaire leurs productions : la Société des brasseurs d'Edimbourg (Edinburgh Society of Brewers) fut fondée en 1598. Bien des petites brasseries préférèrent alors leur acheter leurs bières de qualité plutôt que de prendre le risque de devoir perdre un brassin, en raison d'une mauvaise qualité, et devinrent les premiers pubs (ou tavernes). En effet un inspecteur désigné comme ale-conner, aleconner, ale-tasters, gustatores cervisiae ou ale-founders, vérifiait la qualité du pain, des ales, et des bières ainsi que leur prix.
L'usage d'herbes en lieu et place du houblon devait perdurer longtemps en Écosse. Thomas Pennant écrit dans A Tour in Scotland en 1769 que l'ale y est souvent faite à partir de 2/3 de bruyère avec 1/3 de malt et parfois du houblon. 
En Écosse, après l'Acte d'Union (1707) les taxes y furent réduites ou annulées avantageant les brasseurs locaux tels William Younger, Robert & Hugh Tennent et George Younger. En 1719, la Dudgeon & Company's Belhaven Brewery fut fondée rivalisant avec les plus grandes brasseries continentales. Plus-tard, la taxation au shilling y fut introduite alors pénalisant les bières fortes (heavy et export). Les catégories de taxations réunissaient des bières fort différentes telles une mild ou une pale ale, ou encore une stout. Les divers échelons étaient ainsi répartis (/- signifie shilling ou bob selon une expression populaire) :
- Light : (60/-) en dessous de 3,5 % vol.
- Heavy : (70/-) entre 3,5 % et 4,0 % vol.
- Export : (80/-) entre 4,0 % et 5,5 % vol.
- Wee heavy : (90/-) au-dessus de 6,0 % vol.

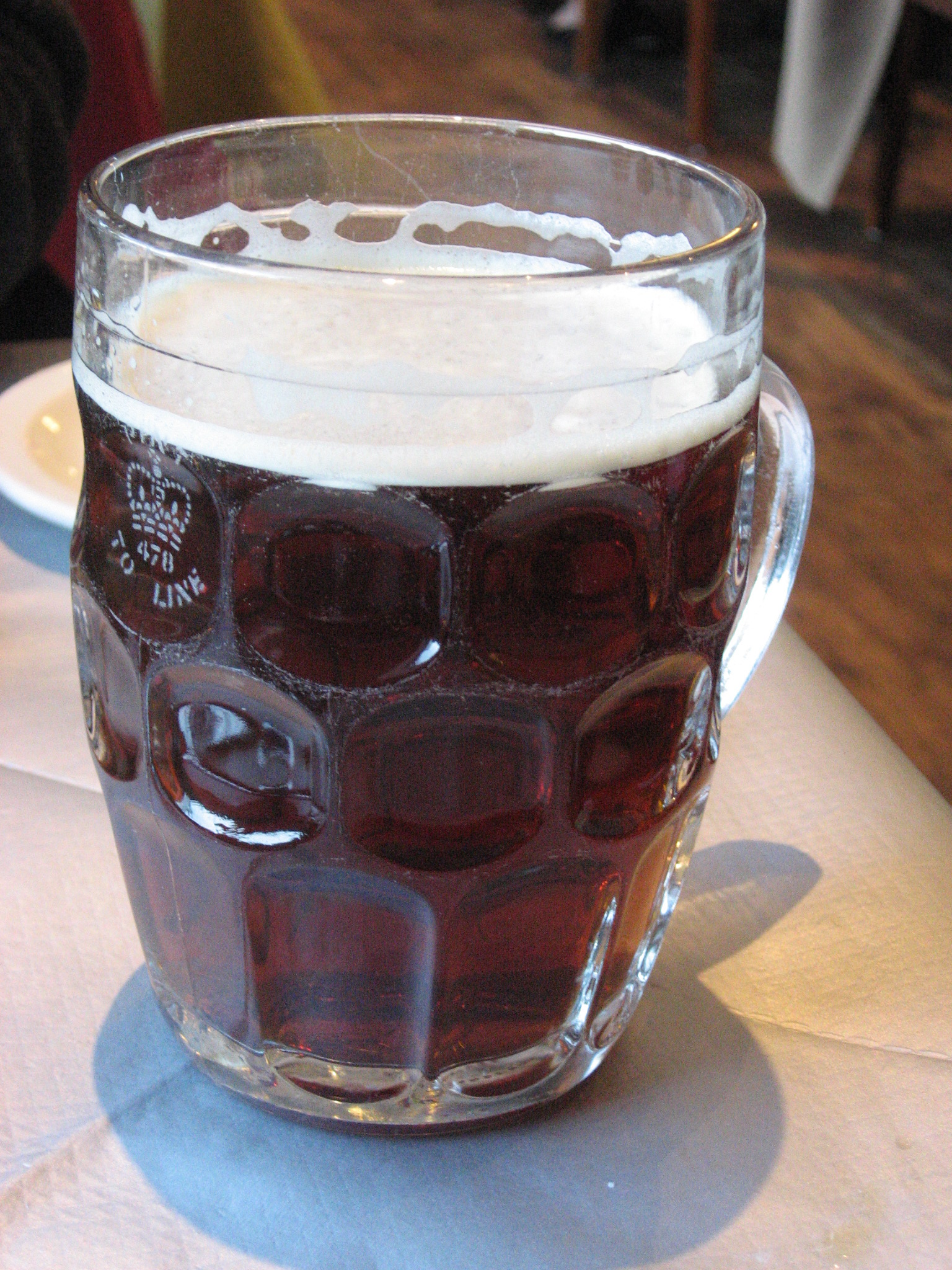
Pinte de bitter

Au début du XVIIIe siècle, un nouveau type de bière apparait à Londres : la porter (et la stout) brassée à partir d'une mild ale traditionnelle (le terme mild (doux) n'avait rien à voir avec la force ou l'amertume de la bière, mais avec son état de mûrissement peu avancé et son absence d'aigreur). C'était la première bière dont le murissement était opéré à la brasserie et qui pouvait alors être dégustée immédiatement ; avant, la bière verte était expédiée aux revendeurs qui se chargeaient de la garde.  Elle fit le succès de brasseries telle Whitbread Brewery, Old Truman Brewery, Parsons Brewery et Henry Thrale ce qui favorisa l'évolution technologique et l'usage du thermomètre, de l'hydromètre... La pompe à bière fut inventée par Joseph Bramah en 1797 ce qui révolutionna la distribution des bières au comptoir car avant la bière était versée dans une cruche à la cave puis apportée au consommateur. 
Un nouveau système de taxation fondé sur la force de la bière se mit en place avec trois classes distinctes : table, small et strong (table, petite et forte) noté aussi avec des « X », « XX » et « XXX  ». Pour éviter la taxe, les brasseurs mêlaient alors leurs productions. Mais en 1830, le Beerhouse Act autorise quiconque à brasser et à vendre de la bière ou du cidre, dans un pub ou à la maison, contre une modeste licence coutant 2 ₤ pour la bière et l'ale et 1 ₤ pour le cidre. Ainsi des centaines de nouveaux pubs ouvrirent rapidement diminuant l'influence des grandes brasseries.  
On développa aussi alors à Édimbourg et à Burton upon Trent entre 1821 et 1840 l'India pale ale (ou parfois simplement IPA, pale ale ou India ale dont le terme était déjà apparu en Inde dès 1784) afin de satisfaire la soif des contrées éloignées et des expatriés dans l'Empire. La qualité de l'eau y était parfaitement adaptée à la production de la pale ale et de la scotch ale. 

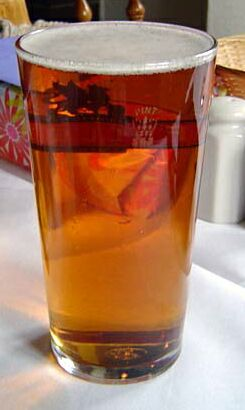
Pinte de real ale

Ce nouveau type de bière trouva dès 1830 le nom de bitter, plus légère, plus houblonnée et amère. Sa clarté fut appréciée par les consommateurs qui commencèrent alors à utiliser le verre à bière plutôt que la chope en céramique pour boire. Les stouts et les porters était trop troubles et foncées pour bénéficier de la transparence d'un verre. De ce fait, la Bass Brewery, brasserie de Burton dirigée alors par Michael Thomas Bass, acquit une prédominance du marché et 1/4 des pale ales y étaient brassées jusqu'à ce qu'un chimiste C. W. Vincent découvrit le processus de burtonisation reproduisant la même qualité d'eau de Burton et permettant à toute brasserie de produire des pale ales.
Les lagers arrivèrent sur les îles à la fin du XIXe siècle mais ne connurent le succès qu'à la fin du XXe siècle, avec entre 50 et 75 % du marché. 
À la suite des mouvements de tempérance et après la Première Guerre mondiale, des mesures furent prises afin d'augmenter la taxation, de diminuer la force alcoolique, de restreindre la vente d'alcool et les heures d'ouvertures des pubs. Des lois moins sévères en Irlande permirent alors à Guinness de s'emparer du marché des stouts en bouteille.
Au début du XXe siècle, la bière à la pression fit son apparition et la carbonation artificielle fut introduite en même temps que la pasteurisation en 1936, par Watney.
Bien que le marché des strong ales déclina à la fin du XIXe siècle, John Martin (un brasseur expatrié en Belgique) encouragea dès 1920 les brasseurs britanniques à relancer leurs strong beers pour l'export notamment sous les termes de Bulldog ale, Christmas ale et Scotch ale. Bien qu'il existe diverses appellations régionales telles Scottish ale, Cornish ale ou Kentish ale, rien n'indique toutefois une différence notable de style même si les brasseurs américains réservent le terme de Scottish ale aux pale ales douces.
Le brassage amateur (home brewing) fut légalisé en 1963 à la condition de ne pas en vendre le produit. Une influente association de consommateurs fut fondée en 1971 : la Campaign for Real Ale (CAMRA) pour protéger la bière sans pression appelée alors real ale. Désormais ale signifie une bière de fermentation haute ; le terme de real ale inclut aussi les bières en bouteille, alors que celui de cask ale fut réservé aux bières servies sans pression. La CAMRA patronne la Grande Fête de la Bière Britannique (Great British Beer Festival) depuis 1977, date de la première édition.
Deux nouvelles lois furent introduites en 1989, restreignant le nombre de pubs dépendant de larges brasseries à 2000, et obligeant les brasseurs à autoriser une guest ale à être distribuée en location par une tierce part. Il y eut un large remembrement de la profession bien que The Beer Orders fut révoqué en 2003. Une autre taxation du nom de Progressive Beer Duty fut introduite en 2002 afin d'aider les petites brasseries. Il reste environ 700 brasseries dans le pays.

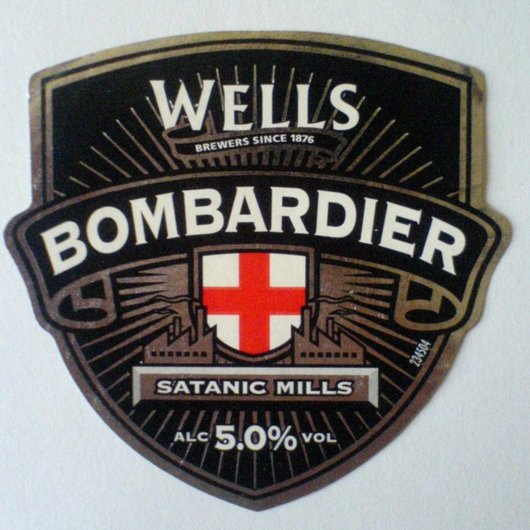
Etiquette Bombardier

## Types de bières
Les bières y sont classées par type de bière ou style, avec des variantes. Toutefois les termes ont évolué ainsi que les produits qu'ils désignaient. Malgré des différences notables de couleur, d'amertume, de densité ou de clarté, étant donné leur commune origine, il y a une certaine homogénéité entre les ales. Il y a plusieurs méthodes anciennes de fermentation permettant toutes, la récupération de la levure en une autre cuve : barrel aging, union, burtonisation, Yorkshire square, dropping... Il y a en outre des variations régionales : ainsi au Pays de Galles, les bières sont moins fortes et en Écosse, les brasseurs utilisent le houblon avec parcimonie. Parmi les houblons notoires, il y a le Fuggles, le  Goldings ; quant au malt, c'est le Maris Otter qui est le plus réputé. Aujourd'hui il y a aussi des additifs, tel le miel, le gingembre ou les épices, bien que cette pratique soit encore rare.
Fermentation basse :
- Lager ou Pale lager: de type pils ou export, avec notamment Carling et Foster's. Des marques telles Kronenbourg, Stella Artois ou encore Cobra Beer se sont bien implantées.

Fermentation haute :
- Ale : Brown ale ~ Christmas ale ~ Cream ale ~ Dark mild ~ Export ale ~ Dark ale ~ Golden ale (de 4 % à 5 % vol.) ~ India pale ale (plus de 5,5 % vol.) ~ Light ale ~ Mild ale (de 3 % à 6 % vol.) ~ Old ale (aussi Barley wine ou Winter warmers, plus de 5 % vol.) ~ Pale ale ~ Real Ale ~ Red ale ~ Scotch ale ~ Seasonal ale ~ Special ale ~ Stock ale ~ Strong ale ~ Strong pale ale ~ Summer ale (de 4 % à 5 % vol.)
- Bitter : pale ale (voire India pale ale) houblonnée avec entre 3,5 % et 7 % vol. avec une couleur allant du doré au brun foncé et les variantes : Best bitter (entre 3,8 % et 4,7 % vol., soit  2,9 % des ventes en pub) ~ Extra special bitter (plus de 4,8 % vol.) ~ Ordinary (max. 4,1 % vol., soit 16,9 % des ventes en pub) ~ Premium bitter (plus de 4,8 %) ~ Session (max. 4,1 % vol., soit 16,9 % des ventes en pub) ~ Special bitter ~ Strong bitter[22].
- Porter / Stout : aux maintes variations embouteillées mais avec une faible part de marché : Allen stout ~ Chocolate stout ~ Coffee stout ~ Double stout ~ Dry stout ~ Extra stout ~ Imperial stout ~ Milk stout ~ Oatmeal stout ~ Oyster stout ~ Sweet stout ~ Triple stout

Styles archaïques :
- Small beer était une bière light de consommation courante qui survécut comme light ale et boys bitter
- Wobble était une autre bière light destinée aux ouvriers
- Stingo était une strong ale ou barley wine
- Three threads et Entire était un mélange de bière verte et mûre (au-delà de 18 mois) imitant porter ou stout[23],[24].

Cocktails à base de bière :
- Shandy est un panaché.
- Snakebite est une lager au cidre
- Black velvet avec Guinness et champagne
- Black and Tan, Guinness avec bitter ou lager
- Mother-in-law, old ale et bitter
- Granny, old et mild
- Nip . 1/3 de pinte de barley wine avec 2/3 d'ordinary bitter

## Marques et brasseries

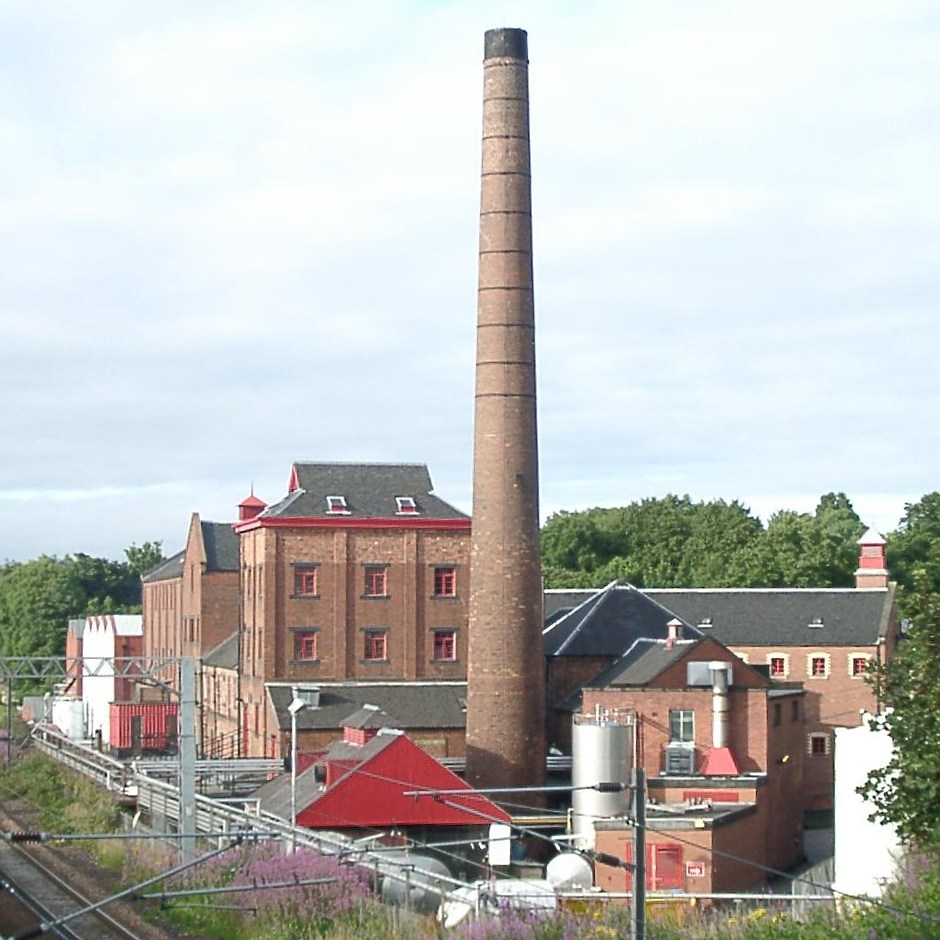
Caledonian Brewery à Édimbourg, Écosse

On trouve quatre types de brasseries :
- Groupes internationaux : Anheuser-Busch InBev, Carlsberg (ayant racheté Scottish & Newcastle), Guinness, Heineken et Molson Coors
- Brasseries nationales : Greene King, Marston's, Shepherd Neame et Wells and Young's
- Brasseries régionales : souvent familiales
- Microbrasseries et brewpubs : en pleine expansion[25]

Depuis le XVIIIe siècle, la plupart des pubs ont été rachetés et ont cessé toutes activités de brassage, devenant des tied houses (« maisons tenues ») qui ne peuvent vendre que la bière d'une brasserie à l'inverse d'une free house (« maison libre ») ou chalkies qui peut servir autant de guest beers (« bière invitée ») qu'elle le veut (telles Old Swan, Three Tuns et Blue Anchor). Ces brasseries telles Greene King, Shepherd Neame et Young's contrôlent des centaines de pubs. Certains pubs appelés alehouse (« maison de bière ») ne servent que de la bière.
Les brewpubs ressurgirent grâce à la brasserie Firkin qui développa une chaîne de pubs brassant sur place des bières. À la suite de son rachat et de la fermeture de cette chaîne nombre d'équipements et de savoir-faire furent utilisés afin de créer des microbrasseries. Depuis les années 1980, de nouvelles chaînes de pubs sont apparues : All Bar One, Slug and Lettuce...

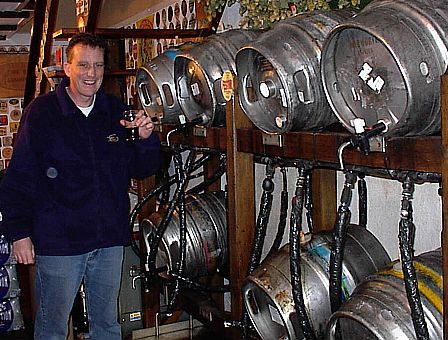
Cask ales

## Service

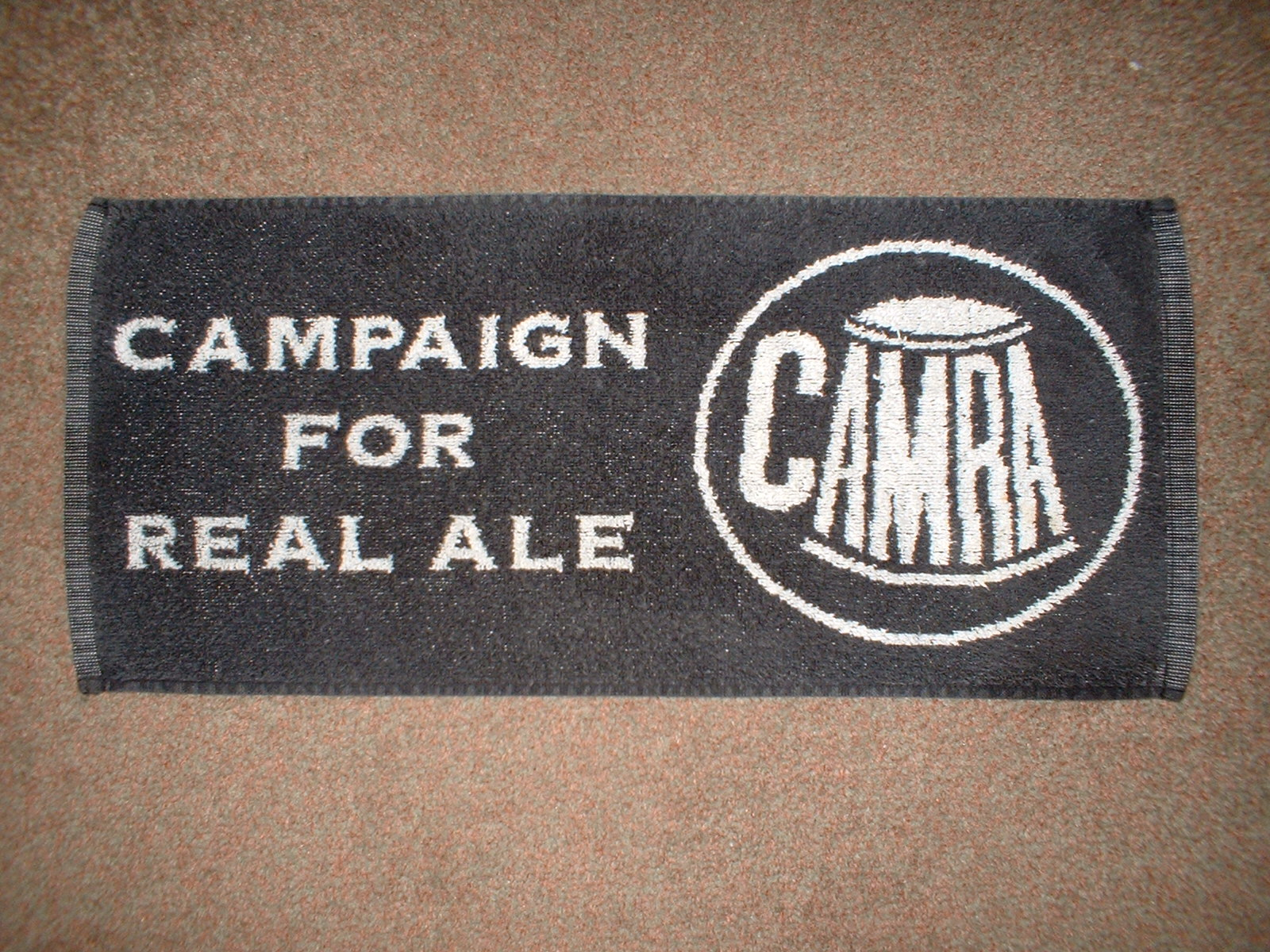
Logo CAMRA

Depuis 1995, légalement, mis à part le yard glass, tout verre à bière d'un débit de boisson doit pouvoir contenir un volume d'une pinte (pint) (impériale, soit 20 onces liquides impériales, équivalent à 568 ml) ou d'une demi-pinte (half pint). Les Britanniques ont coutume d'exiger des verres plein à ras bord.
La température de service assez élevée des bières britanniques est entre 10 et 14 degrés Celsius, bien qu'il existe des variations saisonnières. L'argument défendant cet état de fait est que le froid neutralise certains effluves, mais à la condition également qu'elles ne passent pas non plus par un système de pompe à bière agrémenté d'un sparkler, qui mélange de l'air tout en oxydant la bière afin d'avoir plus de pétillance ou de bulles.
Cask ale ou real ale désigne une bière tirée avec la méthode traditionnelle de service : avec une pompe à bière manuelle ou par simple gravité à partir du fût placé sur des supports (stillage). Cette bière n'est ni filtrée ni pasteurisée et manque de carbonation si bien que la mousse ne tient guère. Il n'y a aucune règle limitant ce service aux seules ales.

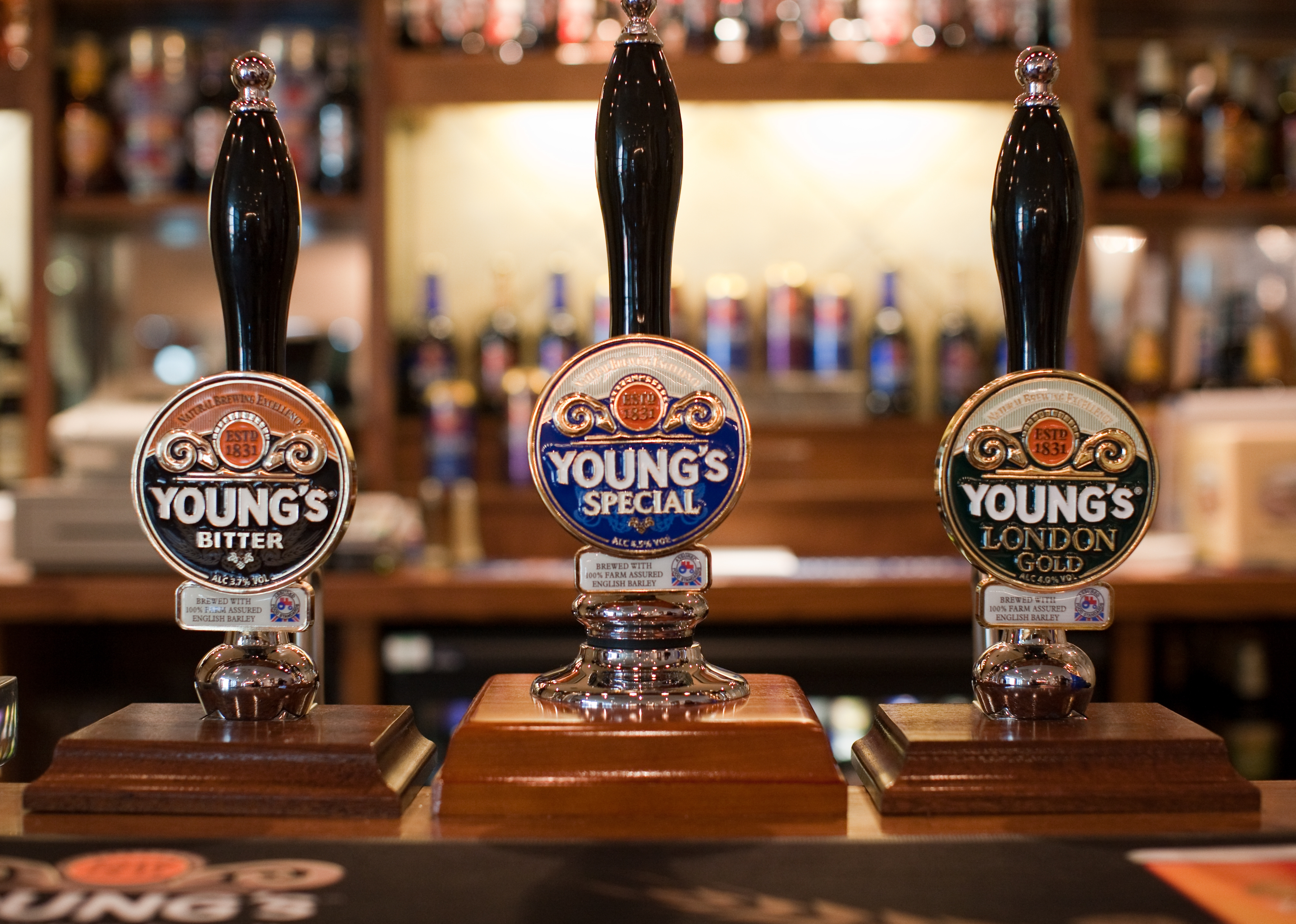
Pompes à bière manuelles

Keg beer désigne la bière issue d'un fût pressurisé ; elle est filtrée et pasteurisée généralement, rendant la levure inactive mais augmentant la durée de vie, aux dépens de sa flaveur selon certains.

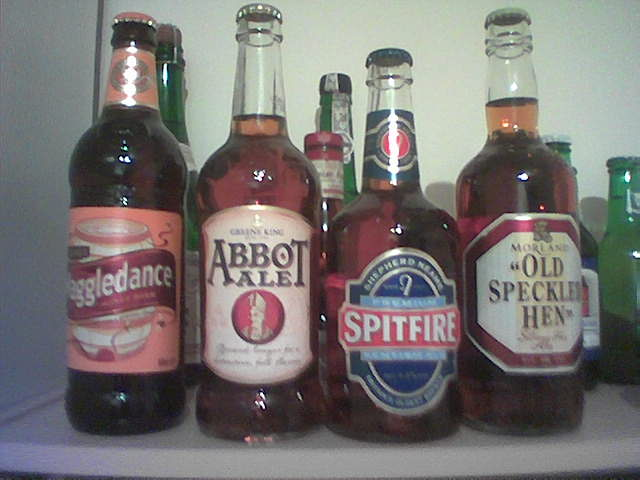
Bouteilles dales

Bien que la bière tirée (draught beer) domine, le marché des bouteilles est en pleine expansion. Certaines marques ne sont distribuées qu'en bouteille : Newcastle Brown Ale et Worthington White Shield. La CAMRA fait la promotion d'une real ale en bouteille (real ale in a bottle - RAIB).
Il y a un système d'unités d'alcool propre au Royaume-Uni, figurant sur toute bouteille, qui sert d'indication aux consommateurs sur la quantité de pur alcool (éthanol) absorbée. Une unité correspond à 10 ml. Une demi-pinte (284 ml) de bière à 3,5 % vol. contient une unité ; une pinte de lager (568 ml à 5,2 %) a presque 3 unités d'alcool, mais une strong ale ou une strong pale lager peut contenir jusqu'à 2 unités par demi-pinte.
Depuis 1995, le gouvernement recommande un maximum de consommation de 3–4 unités par jour pour les hommes et de 2–3 unités par jour pour les femmes afin de ne pas s'exposer à un risque de santé. L'âge minimum pour boire de l'alcool est de 16 ou 17 ans dans les lieux publics.[réf. nécessaire]

Verre typique de pinte